# Soum
Soum is een provincie van Burkina Faso in de regio Sahel. De provinciehoofdstad is Djibo.

## Bevolking
Soum telde in 2006 348.341 inwoners en in 2019 waren dat naar schatting 363.000 inwoners. De overgrote meerderheid van de bevolking is moslim.

## Geografie
Soum heeft een oppervlakte van 12.222 km². De provincie grenst in het noorden aan Mali.
De provincie is opgedeeld in negen departementen: Aribinda, Baraboulé, Diguel, Djibo, Tongomayel, Kelbo, Koutougou, Nassoumbou en Pobé-Mengao.

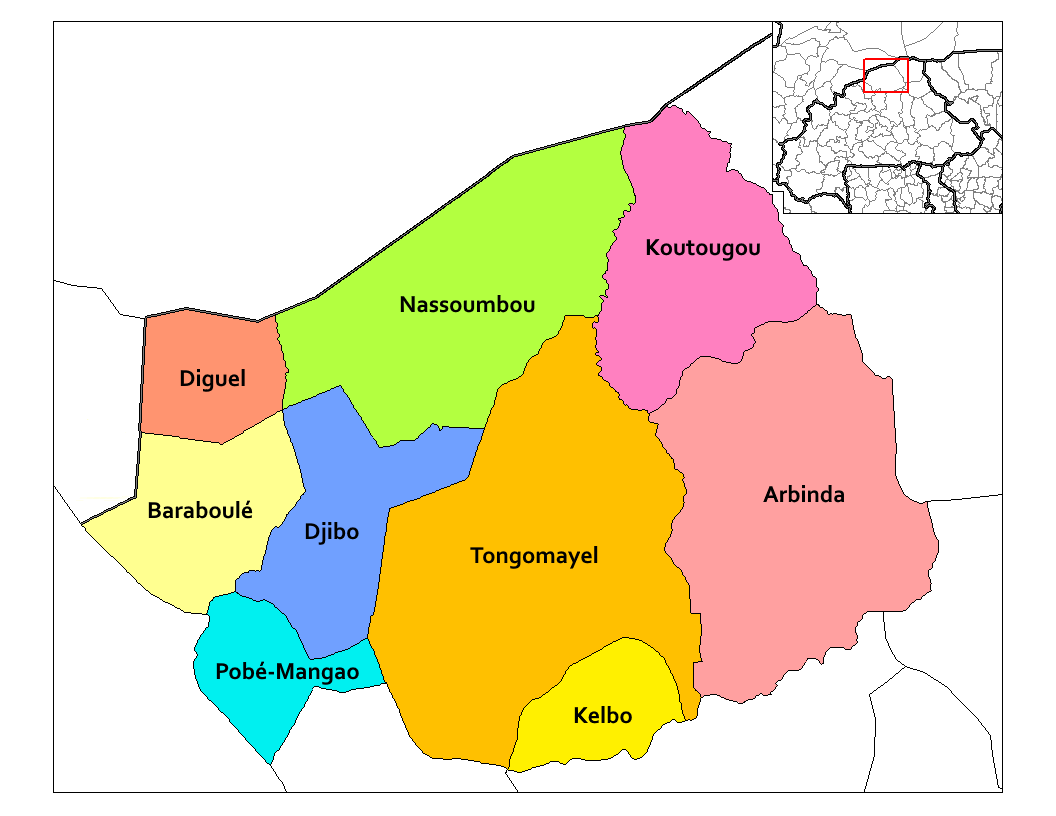
Departementen van Soum

Balé · Bam · Banwa · Bazéga · Bougouriba · Boulgou · Boulkiemdé · Comoé · Ganzourgou · Gnagna · Gourma · Houet · Ioba · Kadiogo · Kénédougou · Komondjari · Kompienga · Kossi · Koulpélogo · Kouritenga · Kourwéogo · Léraba · Loroum · Mouhoun · Nahouri · Namentenga · Nayala · Noumbiel · Oubritenga · Oudalan · Passoré · Poni · Sanguié · Sanmatenga · Séno · Sissili · Soum · Sourou · Tapoa · Tuy · Yagha · Yatenga · Ziro · Zondoma · Zoundwéogo